# ويليام جي. بودلر
ويليام جي. بودلر (بالإنجليزية: William G. Bowdler)‏ هو دبلوماسي أمريكي، ولد في 27 مارس 1924، وتوفي في 19 يناير 2016.